# Meurtre de Yoshihiro Hattori
Yoshihiro Hattori (服部 剛丈, Hattori Yoshihiro, 22 novembre 1975 – 17 octobre 1992, souvent appelé Yoshi Hattori) effectuait un programme d'échange aux États-Unis lorsqu'il fut tué par balle dans la ville de Baton Rouge, en Louisiane. Le meurtre s'est produit lorsqu'Hattori, qui se rendait à une soirée Halloween, s'est trompé d'endroit. Rodney Peairs (/piːrz/), le propriétaire des lieux, a abattu Hattori, pensant que ce dernier comptait s'introduire chez lui. Le meurtre et l'acquittement de Rodney Peairs a été suivi dans le monde entier.

## Biographie

### Naissance et origines
Yoshihiro Hattori est né à Nagoya, préfecture d'Aichi, au Japon. Deuxième enfant de Masaichi Hattori, ingénieur, et de sa femme Mieko Hattori, c'est en août 1992, à l'âge de 16 ans, que Yoshihiro s'est rendu à Baton Rouge, en Louisiane (États-Unis) dans le cadre du programme d'échange de l'American Field Service (AFS). Une bourse de la Morita Foundation lui avait également été attribuée pour financer son voyage. Hattori était hébergé à Baton Rouge par Richard et Holley Haymaker (respectivement professeur d'université et médecin) ainsi que leur fils adolescent, Webb.

### Meurtre
Deux mois après le début de son séjour aux États-Unis, Hattori et son frère d'accueil Webb Haymaker ont reçu une invitation pour une soirée Halloween organisée le 17 octobre 1992, qui concernait principalement les étudiants japonais en programme d'échange. Hattori s'y est rendu vêtu d'un smoking blanc, déguisé en John Travolta dans le film La Fièvre du samedi soir. Aux alentours de vingt heures, Haymaker et Hattori se sont rendus dans le quartier de la paroisse d'East Baton Rouge, où se déroulait la fête. Les deux jeunes ont confondu le domicile de Rodney Peairs, boucher de supermarché de 30 ans, et de sa femme Bonnie Peairs, avec leur destination prévue à cause de la similitude de l'adresse et de la présence de décorations d'Halloween à l'extérieur de la maison,.
Hattori et Haymaker se sont dirigés vers la porte d'entrée de la maison et y ont sonné. Personne n'a ouvert, cependant, Bonnie Peairs a ouvert la porte latérale qui menait au carport, et a aperçu Haymaker se tenant debout quelques mètres plus loin. Haymaker de son côté portait une minerve à cause d'une blessure récente, ainsi que des bandages comme partie intégrante de son costume d'Halloween. Il a tenté de discuter avec Bonnie Peairs, mais cette dernière a par la suite déclaré qu'elle a paniqué lorsqu'Hattori est apparu au coin de la rue et s'est dirigé vers elle d'un pas rapide. Elle a ensuite claqué la porte et a demandé à Rodney, son mari, de prendre son arme.
À l'extérieur de la résidence, Haymaker en a déduit que lui et Hattori s'étaient trompés d'endroit. C'est lorsqu'ils s'apprêtaient à regagner leur voiture que Rodney Peairs a ouvert à son tour la porte du carport, armé d'un revolver .44 Magnum. Hattori a fait demi-tour et s'est dirigé vers Peairs en déclarant : « On est là pour la fête. » Peairs a donc pointé son arme sur lui et a hurlé : « Freeze ! » Haymaker, qui lui avait aperçu l'arme à feu, a crié à Hattori de faire attention. Toutefois, Hattori ayant un anglais approximatif et ne portant pas ses lentilles de contact ce soir-là ; il est possible qu'il n'ait pas compris l'ordre « freeze » de Peairs et qu'il n'ait pas vu l'arme, ou même qu'il ait cru qu'il s'agissait d'un canular d'Halloween. Par ailleurs, Hattori tenait un appareil photo que Peairs a pris pour une arme. Lorsqu'Hattori a continué à marcher vers Rodney Peairs, ce dernier lui a tiré dessus depuis une distance d'environ 1,50 m. Il l'a touché à la poitrine et est rentré à l'intérieur de la maison. Haymaker a couru vers la maison voisine pour demander de l'aide, est revenu avec un voisin et y a trouvé Hattori grièvement blessé et allongé sur le dos. Ce n'est qu'après l'arrivée de la police que les Peairs sont sortis de leur maison, environ quarante minutes après le meurtre. Bonnie Peairs a crié à un voisin de « s'en aller » lorsque ce dernier a appelé à l'aide.
Le tir a transpercé les lobes supérieurs et inférieurs du poumon gauche d'Hattori, la balle est ressortie par la zone autour de la septième côte. Il est décédé dans une ambulance quelques minutes plus tard, à cause d'une perte de sang trop importante.

## Poursuites judiciaires

### Procès criminel de Rodney Peairs
Le département de police de Baton Rouge avait initialement interrogé et libéré Rodney Peairs rapidement. Le département avait refusé de l'inculper de tout crime car, selon eux, Peairs avait été « dans son droit de tirer sur l'intrus ». Ce n'est qu'après que le gouverneur de la Louisiane Edwin Edwards et le consul du Japon à la Nouvelle-Orléans aient exprimé leur mécontentement que Peairs a été poursuivi pour homicide involontaire.
Comme défense, Peairs a affirmé qu'Hattori avait une « manière extrêmement inhabituelle de marcher », que toute personne raisonnable trouverait « effrayante ». Il a souligné le fait que Peairs était un « homme de la rue », un homme tout comme les voisins des membres du jury, un homme qui « aimait le sucre dans ses grits. »
Lors du procès, Peairs a donné sa version du déroulement des faits juste avant les coups de feu : « C'était une personne qui avait surgi de derrière la voiture et qui se déplaçait très rapidement. À ce stade, j'ai pointé le pistolet dans sa direction et j'ai hurlé : 'Freeze !' La personne a continué à se rapprocher de moi, en se déplaçant de façon très erratique. À ce moment-là, je lui ai crié d'arrêter, ce qu'il n'a pas fait : il a continué à avancer. Je me souviens qu'il a ri. J'étais mort de peur. Il n'allait pas s'arrêter, il allait me faire du mal. » Peairs a déclaré qu'il avait tiré une fois dans la poitrine d'Hattori alors que le jeune se trouvait environ 1,50 m plus loin. « Je sentais que je n'avais pas le choix », a-t-il déclaré. « Je suis vraiment désolé que tout cela se soit produit. » Un inspecteur a déclaré que Peairs lui avait dit : « Mec, j'ai foiré, j'ai fait une erreur. »
Doug Moreau, procureur de district, a souhaité d'abord établir le fait qu'il n'avait pas été raisonnable pour Peairs, un homme mesurant 1,88 m et armé, d'avoir eu si peur d'un garçon poli, amical, non armé, qui pesait 59 kg et qui avait sonné à la porte, quand bien même s'était-il dirigé vers lui de façon inattendue. Ainsi, il n'était pas justifié pour Peairs d'utiliser une puissance mortelle[réf. nécessaire].
La défense a en outre affirmé que la femme de Rodney Peairs étant paniquée, ce dernier avait réagi de façon proportionnée. Le témoignage de Bonnie Peairs concernant l'incident a duré une heure. Elle a d'ailleurs pleuré plusieurs fois au cours de sa déposition. « Il [Hattori] marchait très vite dans ma direction », a-t-elle témoigné. « Je n'avais jamais vu quelqu'un marcher vers moi comme ça. J'étais terrifiée. » Rodney Peairs n'a pas réfléchi et ne lui a pas posé de question. Au lieu de cela, il est allé chercher une arme de poing à viseur laser qui se trouvait dans une valise de sa chambre. « Il n'y avait aucune réflexion derrière tout ça. J'aurais aimé pouvoir réfléchir. Si j'avais pu y réfléchir », a déclaré Bonnie Peairs. Au procès, Bonnie Peairs a décrit Hattori de la façon suivante : « J'imagine qu'il avait l'air de type oriental. Il aurait pu être mexicain ou autre. Il était plus grand que moi et sa peau était plus foncée que la mienne,,. »
Le procès a duré sept jours. Le jury a acquitté les Peairs après une délibération d'environ trois heures. Le public de la salle d'audience s'est mis à applaudir à l'annonce du verdict.

### Procès civil
Toutefois, dans une action civile ultérieure, le tribunal a tout de même condamné Rodney Peairs à verser 650 000 dollars de dommages et intérêts aux parents d'Hattori. Ces derniers ont utilisé cet argent pour fonder deux associations portant le nom de leur fils ; une est dédiée au financement de programmes d'échange pour les lycéens américains souhaitant visiter le Japon, et l'autre est dédiée au financement d'organismes qui militent pour le contrôle des armes à feu.
Les avocats des parents d'Hattori ont affirmé que le couple Peairs avait agi de façon disproportionnée : Bonnie Peairs en réagissant de façon excessive à la présence de deux adolescents devant sa maison, le couple en se comportant de façon irraisonnée en ne communicant pas sur ce qu'était exactement la menace, en ne choisissant pas la méthode la plus sûre : à savoir, rester à l'intérieur de la maison et appeler la police. Ils se sont trompés en adoptant des mesures d'attaque plutôt que de défense, et Rodney Peairs a utilisé son arme à feu trop rapidement, sans même évaluer la situation, sans tirer deux fois : d'abord afin d'effrayer Hattori, puis à nouveau pour le blesser. De plus, les Peairs, beaucoup plus grands auraient facilement pu maîtriser Hattori, petit et peu musclé. Contrairement à l'affirmation de Rodney Peairs selon laquelle Hattori marchait vers elle de façon étrange et rapide, des preuves médico-légales démontrent qu'Hattori se déplaçait lentement, voire pas du tout, et que ses bras étaient éloignés de son corps, indiquant qu'il ne représentait pas une menace. Dans l'ensemble, une démonstration de force beaucoup trop importante a été utilisée.
À la suite d'un appel de la décision de justice par les Peairs, la Cour d'appel de Louisiane a confirmé le jugement en octobre 1995. Un second appel devant la Cour suprême de Louisiane a été rejeté en janvier 1996. Du montant total de 650 000 dollars, la compagnie d'assurance de Rodney Peairs a payé 100 000 dollars et Peairs a dû se charger de payer les 550 000 dollars restants lui-même.

## Conséquences
À la suite du procès, Peairs a déclaré à la presse qu'il ne posséderait plus jamais d'arme. En 2013, une source a rapporté qu'à la suite du meurtre, Rodney avait perdu sa maison et son emploi, ce dernier vivait à présent dans un parc de maisons mobiles.
Le public japonais a été choqué par le meurtre d'Hattori et par l'acquittement du tireur. Les parents d'Hattori et ses parents d'accueil américains, les Haymakers, ont milité en faveur de la réforme portant la loi des armes à feu aux États-Unis,. C'est en novembre 1993 qu'ils ont rencontré Bill Clinton. Président à l'époque, une pétition signée par 1,7 million de japonais exigeant un contrôle plus strict des armes à feu lui était adressée. Une pétition signée par 120 000 américains a également été soumise au Congrès. Les Hattoris et les Haymakers ont soutenu publiquement le Brady Bill, qui avait à l'origine été introduit à la Chambre des représentants des États-Unis en 1991, et qui rendait obligatoire une vérification des antécédents, et une période d'attente de cinq jours pour l'achat d'une arme à feu aux États-Unis. Cette loi a été signée et promulguée par le président Clinton le 30 novembre 1993 et porte le nom de Brady Handgun Violence Prevention Act. Selon Walter Mondale, à l'époque ambassadeur américain au Japon, qui a présenté une copie de la loi le 3 décembre 1993 aux parents de Hattori, la mort de ce dernier a eu « un impact très net sur l'adoption du projet de loi Brady. »  De leur côté, les familles Hattori et Haymaker ont continué de militer en faveur du contrôle des armes à feu. À la suite de la fusillade de Parkland en Floride en mars 2018, les Hattori ont participé aux manifestations March For Our Lives et ont échangé avec des survivants.
À la suite du meurtre, certains ont affirmé que si Hattori avait été blanc, Bonnie Peairs n'aurait peut-être pas réagi de cette façon. Dans une interview donnée après le procès, les Haymaker ont déclaré qu'ils pensaient également que si Hattori avait été blanc il n'aurait jamais été tué, en soulignant le fait que Bonnie Peairs a déclaré qu'elle avait d'abord remarqué que Hattori avait « une couleur de peau plus foncée » que la sienne. Certains habitants de Baton Rouge ont supposé que Bonnie Peairs avait eu peur car elle croyait que Hattori était un homme noir à la peau claire. Bonnie Peairs a rejeté les déclarations selon lesquelles sa réaction avait été excessive à cause de l'ethnie d'Hattori, déclarant que « ... c'est son pas rapide vers la porte qui m'a fait si peur, pas sa couleur de peau. »,,
La réalisatrice Christine Choy a sorti en 1997 un documentaire portant sur la mort de Hattori intitulé The Shot Heard Round The World.